# سد لام فرا فلنگ
سد لام فرا فلنگ (به لاتین: Lam Phra Phloeng Dam) یک سد در تایلند است که در Takhop واقع شده‌است.